# Nashua and Lowell Railroad
Die Nashua and Lowell Railroad (N&L) ist eine ehemalige Eisenbahngesellschaft in Massachusetts und New Hampshire (Vereinigte Staaten). Sie wurde am 23. Juni 1835 zunächst nur in New Hampshire gegründet. Am 16. April 1836 folgte die Schwestergesellschaft in Massachusetts, die jedoch zunächst Lowell and Nashua Railroad hieß. Erst am 26. Juni 1838 erfolgte die Fusion der beiden Gesellschaften zur Nashua and Lowell Railroad. Die Gesellschaft baute die rund 20 Kilometer lange normalspurige Eisenbahnstrecke zwischen Lowell und Nashua. Die Bahnstrecke Lowell–Nashua stellte die Verlängerung der 1835 eröffneten Boston and Lowell Railroad dar und konnte Ende 1838 eröffnet werden.
Am 10. Juni 1851 übernahm die N&L die Betriebsführung auf der Wilton Railroad, mit der am 1. April 1854 ein Vertrag über eine gemeinsame Betriebsabwicklung abgeschlossen wurde. Mit der Boston&Lowell wurde mit Wirkung vom 1. Oktober 1858 ein ähnlicher Vertrag geschlossen. Am 1. April 1873 pachtete die N&L die Wilton Railroad und am 1. Oktober desselben Jahres die Peterborough Railroad. Am 1. Oktober 1880 pachtete die Boston&Lowell schließlich ihrerseits die Nashua&Lowell und übernahm auch deren Pachtverträge. Später fielen die Anlagen an die Boston and Maine Railroad. Die Strecke ist heute noch in Betrieb und wird von den Pan Am Railways benutzt.